# Aleyrodes
Aleyrodes is een geslacht van halfvleugeligen (Hemiptera) uit de familie witte vliegen (Aleyrodidae), onderfamilie Aleyrodinae.
De wetenschappelijke naam van dit geslacht is voor het eerst geldig gepubliceerd door Latreille in 1796. De typesoort is Phalaena (Tinea) proletella.

## Soorten
Aleyrodes omvat de volgende soorten:
- Aleyrodes albescens Hempel, 1922
- Aleyrodes amnicola Bemis, 1904
- Aleyrodes asari (Schrank, 1801)
- Aleyrodes asarumis Shimer, 1867
- Aleyrodes aureocincta Cockerell, 1897
- Aleyrodes baja Sampson, 1943
- Aleyrodes ciliata Takahashi, 1955
- Aleyrodes crataegi (Kiriukhin, 1947)
- Aleyrodes diasemus Bemis, 1904
- Aleyrodes elevatus Silvestri, 1934
- Aleyrodes essigi Penny, 1922
- Aleyrodes fodiens (Maskell, 1896)
- Aleyrodes gossypii (Fitch, 1857)
- Aleyrodes hyperici Corbett, 1926
- Aleyrodes japonica Takahashi, 1963
- Aleyrodes lactea (Zehntner, 1897)
- Aleyrodes latus Hempel, 1922
- Aleyrodes lonicerae Walker, 1852
- Aleyrodes millettiae Cohic, 1968
- Aleyrodes osmaroniae Sampson, 1945
- Aleyrodes philadelphi Danzig, 1966
- Aleyrodes proletella (Linnaeus, 1758)
- Aleyrodes pruinosus Bemis, 1904
- Aleyrodes pyrolae Gillette & Baker, 1895
- Aleyrodes shizuokensis Kuwana, 1911
- Aleyrodes singularis (Danzig, 1966)
- Aleyrodes sorini Takahashi, 1958
- Aleyrodes spiraeoides (Quaintance, 1900)
- Aleyrodes taiheisanus Takahashi, 1939
- Aleyrodes takahashii Ossiannilsson, 1966
- Aleyrodes tinaeoides (Blanchard, 1852)
- Aleyrodes winterae Takahashi, 1937
- Aleyrodes zygia Danzig, 1966